# Rosamunde (Schauspiel)
Rosamunde ist ein „Großes romantisches Schauspiel in vier Aufzügen, mit Chören, Musikbegleitung und Tänzen“ von Helmina von Chézy. Die Uraufführung mit der Bühnenmusik von Franz Schubert (D 797) fand am 20. Dezember 1823 im Theater an der Wien statt. Der Originaltext des Stückes galt lange als verschollen, hat sich aber (verändert durch eine spätere Bearbeitung der Autorin) in der Stuttgarter Landesbibliothek erhalten und wurde 1996 publiziert.

## Handlung
Rosamunde, Prinzessin von Zypern, ist bestimmt, mit achtzehn Jahren die Herrschaft anzutreten, zuvor wurde sie von der Schifferswitwe Axa incognito als Hirtin erzogen. Der solange eingesetzte Statthalter Fulgentius (Neufassung: Fulvio), der bereits Rosamundes Eltern auf dem Gewissen hat, versucht jedoch, ihre Regentschaft zu hintertreiben, zunächst durch Intrigen, dann durch einen Heiratsantrag und schließlich mittels eines Giftmordanschlags. Rosamunde, die durch eine Urkunde von der Hand ihres Vaters legitimiert ist, erfährt breite Unterstützung der Zyprioten und durch den kretischen Prinzen Alfons, den ihr zugedachten Bräutigam. Schließlich werden alle Anschläge des Fulgentius (Fulvio) vereitelt, und dieser stirbt durch sein eigenes Gift. Rosamunde aber besteigt den Thron.

## Die Schauspielmusik
Zur Schauspielmusik dieses Werkes gehören die Ouvertüre und weitere zehn Musiknummern, deren ursprüngliche Reihenfolge nicht sicher feststeht – mit Chézys überarbeiteter Textfassung ist sie nicht ohne weiteres authentisch kombinierbar. Die für die Uraufführung gewählte Ouvertüre war jene der zu Lebzeiten Schuberts nicht aufgeführten Oper Alfonso und Estrella D 732 (1822). Später wurde jedoch im Zusammenhang mit Rosamunde die Ouvertüre zu dem Melodram Die Zauberharfe D 644 (1820) bekannt. Es ist unklar, ob Schubert selbst diese Entscheidung traf.
1. Entr'acte Nr. 1, h-moll, Allegro molto moderato. Der Satz gilt auch als ursprünglich von Schubert konzipiertes Finale zu seiner Unvollendeten.
2. Ballettmusik Nr. 1, Marsch, h-moll, Allegro moderato, G-Dur, Andante un poco assai.
3. Entr'acte Nr. 2, D-Dur, Andante. Motivisch verwandt mit dem Geisterchor Nr. 5. Das Entr'acte Nr. 2 wurde von William Carragan bei der Vollständigung des Finales der Unvollendeten Sinfonie.
4. Romanze, „Der Vollmond Strahlt auf Bergeshöh'n“, f-moll, Andante con moto, Axa (Altstimme) und Orchester.
5. Geisterchor, „In der Tiefe wohnt das Licht“, in D-Dur, Adagio, Begleitung für die Giftmischerei des Fulgentius.
6. Entr'acte Nr. 3, B-Dur, Andantino, das Hauptthema wurde auch im zweiten Satz des Streichquartetts a-moll D 804, und, verändert, im Impromptu in B, D 935, Nr. 3, verwendet.
7. Hirtenmelodien, Andante. Sextett für Klarinetten, Fagotte, und Hörner.
8. Hirtenchor, „Hier auf den Fluren“, Allegretto.
9. Jägerchor, „Wie lebt sich's so fröhlich im Grünen“, Allegro moderato.
10. Ballettmusik Nr. 2, Andantino, G-Dur.

Zu Lebzeiten Schuberts und Helmina von Chézys kam das Schauspiel nur 1823 in Wien und 1824 in München zur Aufführung.

## Aufnahmen
- Gesamtwerk als konzertantes Hörspiel von Christoph Schwandt, mit Gunda Aurich, Gisela Zoch, Gert Westphal, Martin Neubauer, Rainer Delventhal und Mechthild Georg, WDR-Rundfunkchor, WDR-Rundfunkorchester, Dirigent: Helmuth Froschauer, Capriccio 2000.[3]:16869
- Schauspielmusik, mit Rohangiz Yachmi, Wiener Philharmoniker, Konzertvereinigung Wiener Staatsopernchor, Dirigent: Karl Münchinger, Decca[3]:16866
- Schauspielmusik, mit Ileana Cotrubas, Rundfunkchor Leipzig, Staatskapelle Dresden, Dirigent: Willi Boskovsky, Berlin Classics 1978.
- Schauspielmusik, mit Elly Ameling, Gewandhausorchester Leipzig, Dirigent: Kurt Masur, Philips Classics 1985.
- Schauspielmusik, mit Anne Sofie von Otter, Ernst-Senff-Chor, Chamber Orchestra of Europe, Dirigent: Claudio Abbado, Deutsche Grammophon 1991.[3]:16867
- Schauspielmusik, mit Serena Malfi, Schweizer Kammerchor, Musikkollegium Winterthur, Dirigent: Douglas Boyd, MDG 2011[4]
- Schauspielmusik, mit dem Philharmonia Vocalensemble Stuttgart, Dirigent: Peter Maag, Denon Records 2011[5]
- Film, mit Urszula Kryger, Symphonie-Orchester des SWR Stuttgart, Südfunkchor Stuttgart, Dirigent: Sylvain Cambreling, Regie und Dialog-Bearbeitung: Norbert Beilharz, 1997[3]:16868

## Editionen und Literatur
- Rosamunde, Partitur, hrsg. von Christine Martin – Neue Schubert-Ausgabe (Kassel 2015)
- Rosamunde, Drama in fünf Akten von Helmina von Chézy. Musik von Franz Schubert. Erstveröffentlichung der überarbeiteten Fassung. Mit einem Nachwort und unbekannten Quellen hrsg. von Till Gerrit Waidelich, Tutzing 1996
- Till Gerrit Waidelich: Ein fragmentarischer autographer Entwurf zur Erstfassung von Chézys Schauspiel „Rosamunde“, in: Schubert durch die Brille. Internationales Franz Schubert Institut, Mitteilungen 18, Tutzing 1997, S. 46–57
- Till Gerrit Waidelich: Die vermeintlich verschollene Rosamunde. Zur Quellenlage von Helmina von Chézys Schauspiel und Franz Schuberts dazugehöriger Schauspielmusik (Teil 1), in: Sullivan-Journal. Magazin der Deutschen Sullivan-Gesellschaft e. V. (Hrsg. von Meinhard Saremba) – Nr. 11 (Juni 2014), S. 63–72. ISSN 2190-0647.
- Till Gerrit Waidelich: „nicht das Verdienst der im J. 867 nach Wien gekommenen Englishmen“? – Legenden und Tatsachen zu Sullivans und Groves Sichtung des „staubigen“ Aufführungsmaterials von Schuberts Rosamunde-Musik (Teil II), in: Sullivan-Journal. Magazin der Deutschen Sullivan-Gesellschaft e. V. – Nr. 13 (Juli 2015), S. 18–32. ISSN 2190-0647.